# Eleanor H. Porter
Eleanor Emily Hodgman Porter (n. 19 decembrie 1868, Littleton⁠(d), New Hampshire, SUA – d. 21 mai 1920, Cambridge, Massachusetts, SUA) a fost o romancieră americană. Este cunoscută ca fiind creatoarea seriei de cărți Pollyanna, începând cu Pollyanna (1913), care a fost un fenomen popular.

## Date biografice
Eleanor Emily Hodgman s-a născut în Littleton, New Hampshire, pe 19 decembrie 1868, fiind fiica lui Llewella French ( născută  Woolson) și a lui Francis Fletcher Hodgman.   A primit educația ca să devină cântăreață, urmând cursurile Conservatorului din New England timp de mai mulți ani. În 1892 s-a căsătorit cu John Lyman Porter și s-a mutat în Massachusetts.După mutarea în Massachusetts a început să scrie și să publice povestiri scurte și, mai târziu, romane.  A murit în casa ei din Cambridge, Massachusetts, pe data de 21 mai 1920 și a fost înmormântată la cimitirul Mount Auburn . 

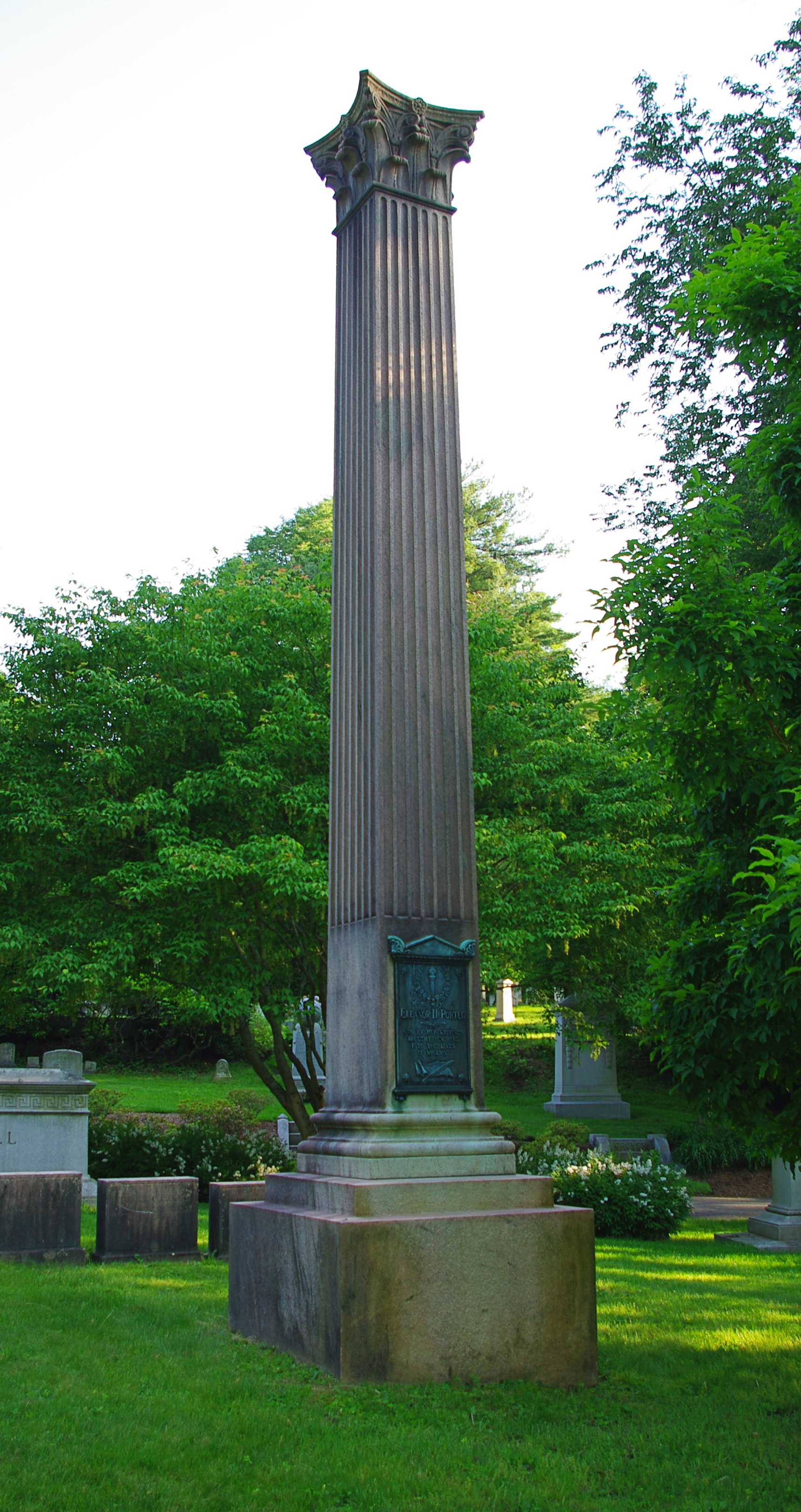
Mormântul lui Eleanor H. Porter din Cimitirul Mount Auburn